# Literatura sòraba

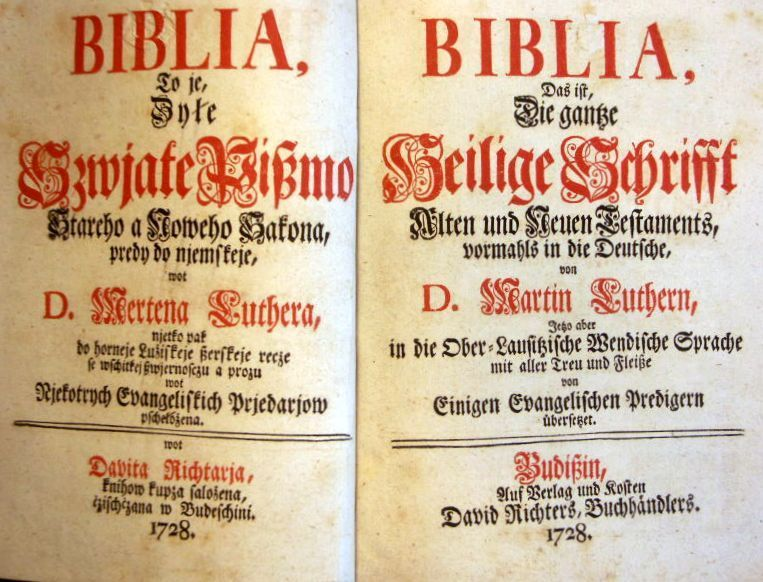
Pàgina de títol bilingüe de la primera Bíblia completa en alt sòrab (1728).

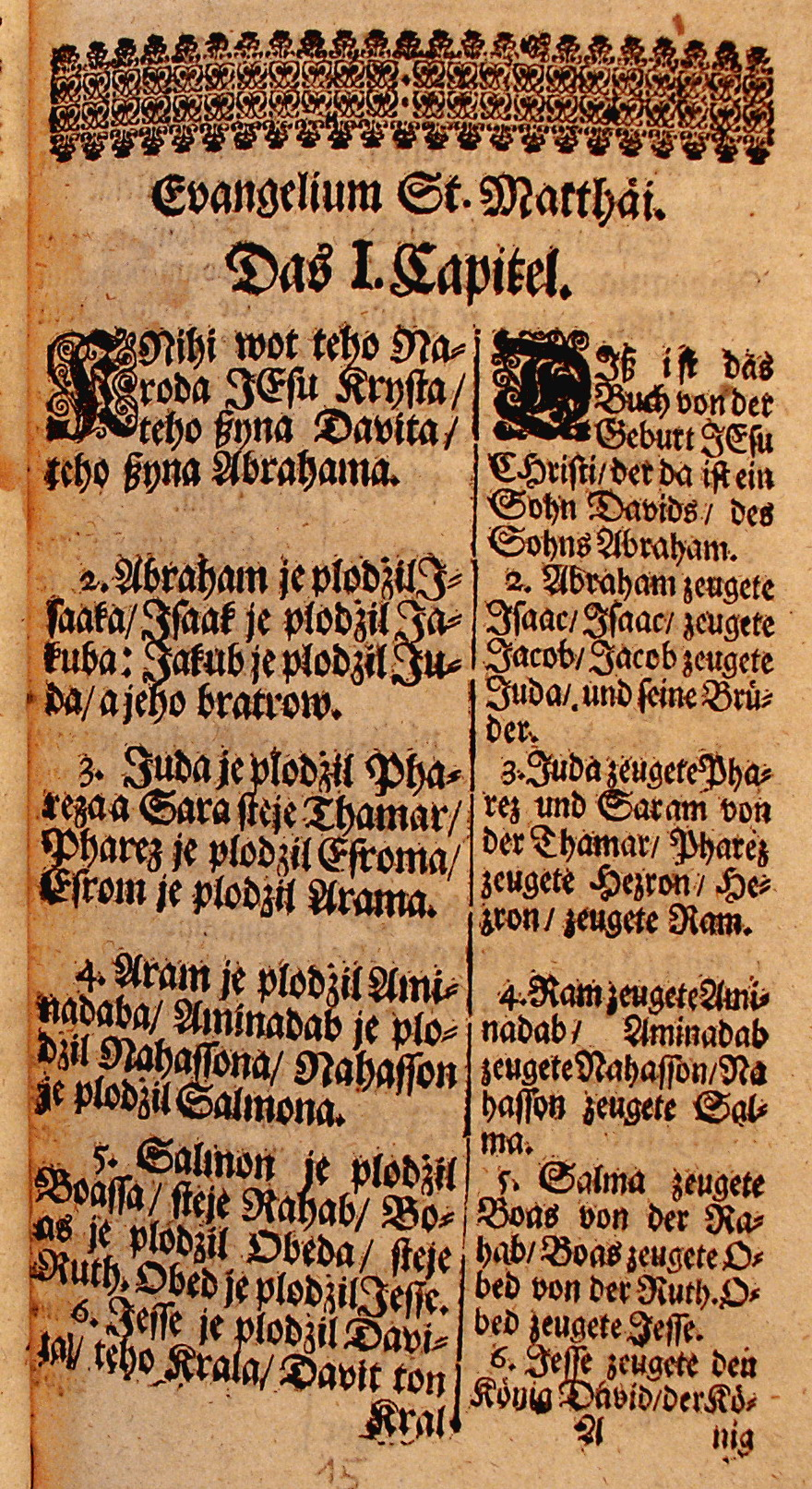
Evangeli de Mateu de Michał Frencel

Literatura sòraba és la literatura feta en sòrab, llengua eslava parlada a porcions dels estats de Brandenburg i Saxònia (Alemanya).

## Primeres mostres
El 1500 el bisbe Johann VI von Saalhausen (1487-1518) de Meissen farà editar el primer catecisme en sòrab a Bautzen, primer text conegut en sòrab. Per altra banda, apareixen les primeres mostres poètiques sorabes, amb forta oscil·lació dialectal, de mans d'estudiants universitaris de Cracòvia i Praga, com Jurij de Budyšin, Miklaws de Budyšin, Jankro de Chosébuz, Joannes Rhagius Aesticampianus (1457-1520), llorejat per Alexandre VI, Jan Solfa, Jan Luastius, Caspar Janitius (1550-1597), Jacobus Janus (mort el 1583), Jan Bokatius (mort el 1569), autors de poemes i tractats en llatí. Alhora, el 1520 Pawol Bozak ("descalç") ensenyarà les doctrines de Martí Luter a Budestecy/Poswitz, com també ho faria a Budyšin el 1577 el monjo Jan Brezan/Johann Briesemann.
El primer llibre imprès en sòrab, però, fou un calendari eclesiàstic compost el 1574 per Albin Möller (1541-1618) de Tsupci/Straupitz.
Per tal d'atraure al seu ban als sòrabs, tant catòlics com protestants encoratjaren la publicació d'obres de caràcter religiós en sòrab. Així, el 1548 Miklaws Jakubika traduirà el Nou Testament al sòrab, i el 1610 Handrij Tara (1570-1628) hi compondrà l’Enchiridion vandalicum, obra que conté un catecisme luterà, oracions, psalms i reflexions en sòrab. A l'àrea de Chosébuz, Wjaclaw Warich (1564-1618) de Hrodzisco també compongué un catecisme luterà el 1579, i el 1627 Hrjehor Martini (mort el 1632) de Dazin va compondre psalms.
Però el 1667 l'Elector de Brandenburg va ordenar que tots els texts en sòrab al seu territori fossin confiscats i destruïts, de manera que hi va desaparèixer tota mostra literària anterior al segle xviii (llevat el Psalteri del 1643, himnes del 1654 i extractes de la Bíblia del 1656). Només durant un petit temps el 1669 el Consistori de la Baixa Lusàcia va cometre una ordre similar, de la que no se salvaria ni el catecisme del mestre d'escola G. Emelius a Kalau.

## Elseglexviii
Cap al segle xviii es començà a conrear la literatura en sòrab. Es calcula que aleshores ja només hi havia uns 200.000 parlants. El 1706 els germans Měrćin i Jurij Šiman de Ćemjericy van fundar el Seminari Lusacià, mentre que el 1716 es fundà a Leipzig la Serbske Prědarske Towarstwo (Associació Sòraba de Prèdiques), que organitza lectures i concerts Sorabum saluti, i la qual finançà Abraham Frencel (1656-1740) i el seu pare Michal (1628-1706) per tal que traduïssin el Nou Testament. Michał Frencel mostra als seus escrits un sentiment d'origen comú i germandat amb els pobles eslaus, i per a compondre el Nou Testament es va basar en texts alemanys, però revisà també versions txeques i poloneses. Endemés, el 1697 envià una carta de salutació al tsar Pere I el Gran, de caràcter paneslau, on assenyala que tots els eslaus són descendents del germans Cech, Lech i Rus.
Abraham Frencil de Kozly/Cosel, pastor de Šunow, compondria diversos llibres en llatí, com De originibus linguae Sorabicae libri (1693-1696), sense gaire valor científic, però també els interessants Historia populi et rituum Lusatiae Superioris, Historia naturalis Lusatiae Superioris, De diis Slavorum et Soraborum in specie i Lexicon harmonico-etymologicum Slavicum, intent de fer un vocabulari comparat i etimològic de totes les parles eslaves. D'altres autros del període foren Jurij Mjeń (1727-1785), traductor al sòrab del Messiah de Kloppstock, Michał Hilbjenc (1758-1816), Handrij Ruska (1755-1810) i Rudolf Mjeń (1767-1841). La il·lustració alemanya empentaria a nombrosos intel·lectuals a prendre interès per la llengua lusaciana
Pel que fa a publicacions periòdiques, el 1790 aparegué el Měsačne Pismo k Rozwučenju a Wokrewjenju (Full mensual d'instrucció i de deleït), dirigit per Jan Awgust Janka (1766-1829) i Korla Bohachwał Šěrach (1764-1835), primera publicació lusaciana, i el 1809 començarà a publicar-se el primer diari sòrab modern, el Sserski Powědar a Kurer (Narrador i Correu Sòrab), per Jan Bohuchwał Dejka (1779-1853), i que serà editat del 1809 fins al 1812 a Budyšin.

## Elseglexix
El 1830 es publicà la gramàtica altosoraba d'Handrij Zejler, mentre que el 1839 es fundava la Societas Slavica Budissinensis a Bautzen, i el 1842 aparegueren els diaris Jutrniczka (La Diana) i Tydzenska Nowina (Diari Setmanal), fundats per Zejler i Smoler.

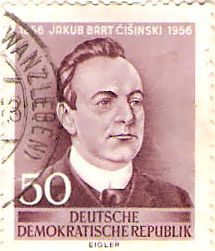
Segell de Jakub Bart-Ćišinski de l'Alemanya Oriental

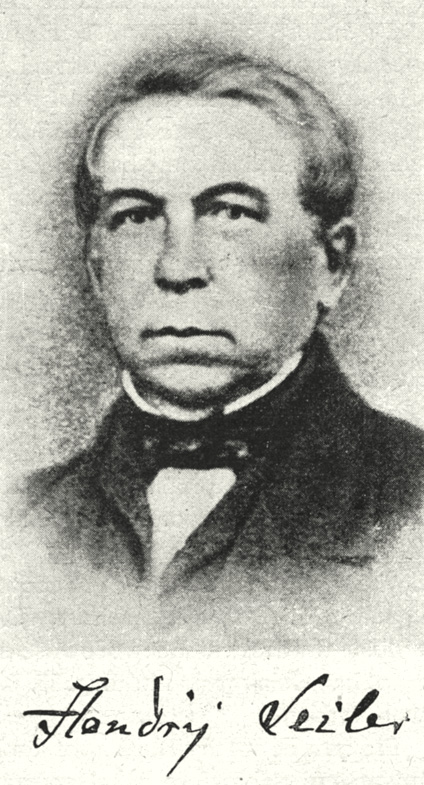
Handrij Zejler, un dels pares de la literatura sòraba moderna

Alhora, el 1846 Jan Arnošt Smoler (1816-1884), autor del recull de poemes populars Pjesnicki hornych a del’nych Luziskich Serbow (Cants populars sòrabs superiors i inferiors, 1842-1844), fundà a Budyšin la societat cultural i literària Macica Serbska (El Rusc Sòrab), que el 1848 evolucionarà a Towarstwo Macicy Serbske (Societat el Rusc Sòrab), amb cinc seccions dedicades a la lingüística, història i arqueologia, literatura i ciències, que publicarà la revista Casopis Towarstwo Macicy Serbske (Revista de la Matriu Soraba) i que fins al 1880 no obrirà una secció a Chósebuz. El 1848 apareixerà Bramborski Serbski Casnik, primer diari en baix sòrab i antecedent del Nowy Casnik.
El 1854 surti a Budyšin la revista Serbske Nowiny (Notícies Sòrabes), i que el 1860 aparegueren dues noves publicacions més, Luzica i Lipa Serbska, portaveu del grup anomenat Joves Sòrabs, activistes nacionals paneslavistes influïts pel txec Thomas Garrigue Masaryk.
Aquesta revista facilitarà la publicació de les obres d'aquest nou grup literari, encapçalat per Jakub Bart-Ćišinski (1856-1909), qui es va moure pels ambients literaris i culturals de Praga; Matej Urban (1846-1931), traductor de la Ilíada i l'Odissea al sòrab; l'autor teatral Jakub Nowak Horjanski (1864-1938); el lingüísta Arnošt Muka (1854-1932), creador d'un Museu Etnogràfic Lusaci i autor d’Hisi slownik dolnoserbskeje recy a jeje narecow (Diccionari de la llengua serbolusaciana, influència i dialectes, 1921-1928), el traductor Jurij Libš (1857-1927) i el filòleg Jurij Kral (1864-1945). Endemés, el 1861 Korla Awgust Kocor (1872-1904), organitzador del primer festival de música popular sòraba el 1845, va compondre la primera òpera sòraba, Jakub a Kata i inspirà la música de l'himne sòrab.
Sota la llum d'aquests autors també en brillaren d'altres, com el pastor alemany Jan Waltar (1860-1921), l'humorístic Fiklaws Bjedrich (1859-1930), el de temàtica històrica Jurij Wingfer (1872-1918), Jakub Sewcik (1835-1935), el filòleg Jan Petr Jordan (1818-1891) i Miklaws Andricki (1871-1906).
D'altres autors de menys qualitat, foren, pel que fa als protestants de l'Alta Lusàcia, el filòleg Krescan Bohuwer Pful (1825-1889), Jan Jurij Melda (1814-1894), Julius Eduard Wjelen (1877-1892), Krescan Kulman (1805-1869), Jan Bartko (1821-1900), Jan Bohuwer Mucink (1821-1904), Jakub Buk, Miklaws Cyz (1825-1853) i Miklaws Jaeslawk (1827-1862). Pel que fa a la Baixa Lusàcia, hi trobem Mjertin Grys (1820-1878), Hendrich Kopf-Bukwinski (1837-1884), Kito Stempel (1787-1867), Kito Swjela (1836-1922), Mato Rizo (1847-1935) i Fryco Rocha (1863-1942). El 1875 Smoler va fundar una impremta per a llibres eslaus, alhora que es calculava que els sòrabs eren uns 128.000. En aquesta impremta s'editaria l'obra de Wilhelm Boguslawski, Historija serbskeja naroda (Història de la nació sóraba, 1884) i els Delnjoserbskeje ludowe pesnje (Poemes populars baixlusacis, 1884) de Michal Hornik (1833-1894). Però el mateix 1875 és prohibit el sòrab a les escoles prussianes

## Segle XX
Després de la Primera Guerra Mundial destacarien Jan Skala (1889-1945) fundador de la revista Serbski Dzenik (El quotidià sòrab), des del qual intentà promoure un dialecte central com a llengua literària unitària, però no se'n va sortir. També hi podran publicar nombrosos autors de l'època, com Josef Nowak (1895-1976), autor de Posledni kral (L'últim rei, 1916), Z duchom swovody (En l'esperit de la llibertat, 1919), l'al·legòric Lübin a Sprewja (1931) i el drama Swobody njewjesta (La promesa de la llibertat, 1922) sobre Wita, una heroïna del segle X; Pawol Kojecmar (1898-?), amb Raj myslow sonow z luziskich honow (Paradís de pensaments i somnis en camps lusacians, 1929); Jakub Lorenc Zaleski (1874-1939), amb els poemes Wostasan (1914), Serbscy rjekowje (Himnes sòrabs, 1922), i Kupa zabytych (L'illa dels oblidats, 1924); el pastor cistercenc Miklaws Romuald DOMAŠKA Ilsan (1869-1945), amb Chodojta (L'encissadora), Pilatusowy jezor (El llac de Pilatus), Swobodni (Els lliurse, 1935) i Pokladopytar (El cercador de tresors, 1931); Miklaws Hajna (1876-1941), autor de Dziwja Hilza (La salvatge Hilza), Sym serbow serbske holico (Sóc una noia sòraba pels sòrabs, 1922), i Petrolejowy kuzal (Pou petroler, 1922); l'autora de teatre compromès Marjana Domaskoje (1872-1946) amb Z chudych zywjenja (De la vida dels pobres, 1930), Wenask basni (Corona de poemes, 1927), Swickojc pytaju zówku (Els Swickojc cerquen cambrera, 1938) i Wubrane spise (Escrits selectes, 1956); Mina Witkoje (1893-?) amb K swetlu a slyncu (Cap a la llum i el sol, 1953), Wanask blosankich Kwethow (Corona de flors del Spreewald, 1934) i Dolnoserbske basni (1925); Mato Kosyk (1853-1940), Bogumil Šwjela (1873-1948), Jan Hajes (1873-1906) i Jurij Slodenk (1873-1943) amb Napoleon (1921).
També destacaren d'altres autors menys coneguts, com el poeta Pawol Wicaz (1901-1933) amb Z duchom wótcinskim (Amb esperit patriòtic), Jan Lajnert (1892-?) amb Wyskow sapy, sylzow kapy (Crits de dolor, gotes de llàgrimes, 1928); Jan Arnost Hancka (1867-1928), Marja Kubasec (1890-?), Jurij Wjela (1890-?), la poetessa pagesa Marja Budychojc (1883-1946), l'obrera Pawlina Krawcowa (1890-1943), i Hajno Nowy (1871-1941).
El 1946 es va creare una escola per a mestres i el 1948 es fundà a Budyšin el Sorbische Volksbühne, teatre popular bilingüe, com el Němsko-Serbske Ludowe DŹiwadŁo Budyšin i aparegueren alguns autors moderns com Frido Mětšk (1916), amb els poemes Mojim serbom (Als meus sòrabs, 1939) i Ze zywjenje (De la vida, 1944); Feliks Hajna (1901-?), fill de Miklaws, amb Kralowna Esther (Reina Esther, 1924), Jank a Lenka  (1930), Hrod Lübin abo Bóh swojich njewopusci (Castell de Lübben o Déu no abandona els seus, 1926), Kuric trubku tobaka (Fumar una pipa), Doktor Bradl, mlady lekar (El doctor Bradl, jove metge) i Njezacpej swojeho bratra (No menyspreïs el teu germà, 1931); el txec Vaclav Srb/Wecslaw Serb-Chejnicánski (1901-?) i Jurij Brězan (1916-2006), actiu en el Moviment Jove Lusacià i membre de Domowina.
També destacà Mercen Nowak-Njechowski (1901-?) amb la satírica Wusaty Krjepjel a druhe bajki (Krjepjel el bigotud i altres contes, 1945), i els llibres de viatges W carstwie Dusane Sylneho (A l'imperi de Dusan el fort, 1936), Po serbskich pucach (Pels camins de la Soràbia lusaciana) i Zapiski Bobaka (Apunts de l'ogre, 1952), i altres autors com el narrador Jurij Koch (1936) i el poeta Kito Lorenc (1938).